# ملعب كاشيما لكرة القدم
\
ملعب كاشيما لكرة القدم (باليابانية: カシマサッカースタジアム) هو ملعب كرة قدم يقع في مدينة كاشيما في محافظة إيباراكي في اليابان. وهو الملعب الرئيسي لنادي كاشيما أنتلرز الذي يلعب في الدوري الياباني الدرجة الأولى. يسع الملعب 40,728 متفرج. وقد تم افتتاحه رسميًا في مايو 1993 وتمت توسعته في عام 2001.

## كأس العالم لكرة القدم 2002
خلال بطولة كأس العالم لكرة القدم 2002 احتضن الملعب ثلاثة مباريات وهم:
| تاریخ        | فريق 1    | نتیجة | فريق 2          | المجموعة         |
| ------------ | --------- | ----- | --------------- | ---------------- |
| 2 يونيو 2002 | الأرجنتين | 0-1   | نيجيريا         | المجموعة السادسة |
| 5 يونيو 2002 | ألمانيا   | 1-1   | جمهورية أيرلندا | المجموعة الخامسة |
| 8 يونيو 2002 | إيطاليا   | 2-1   | كرواتيا         | المجموعة السابعة |

## الصور

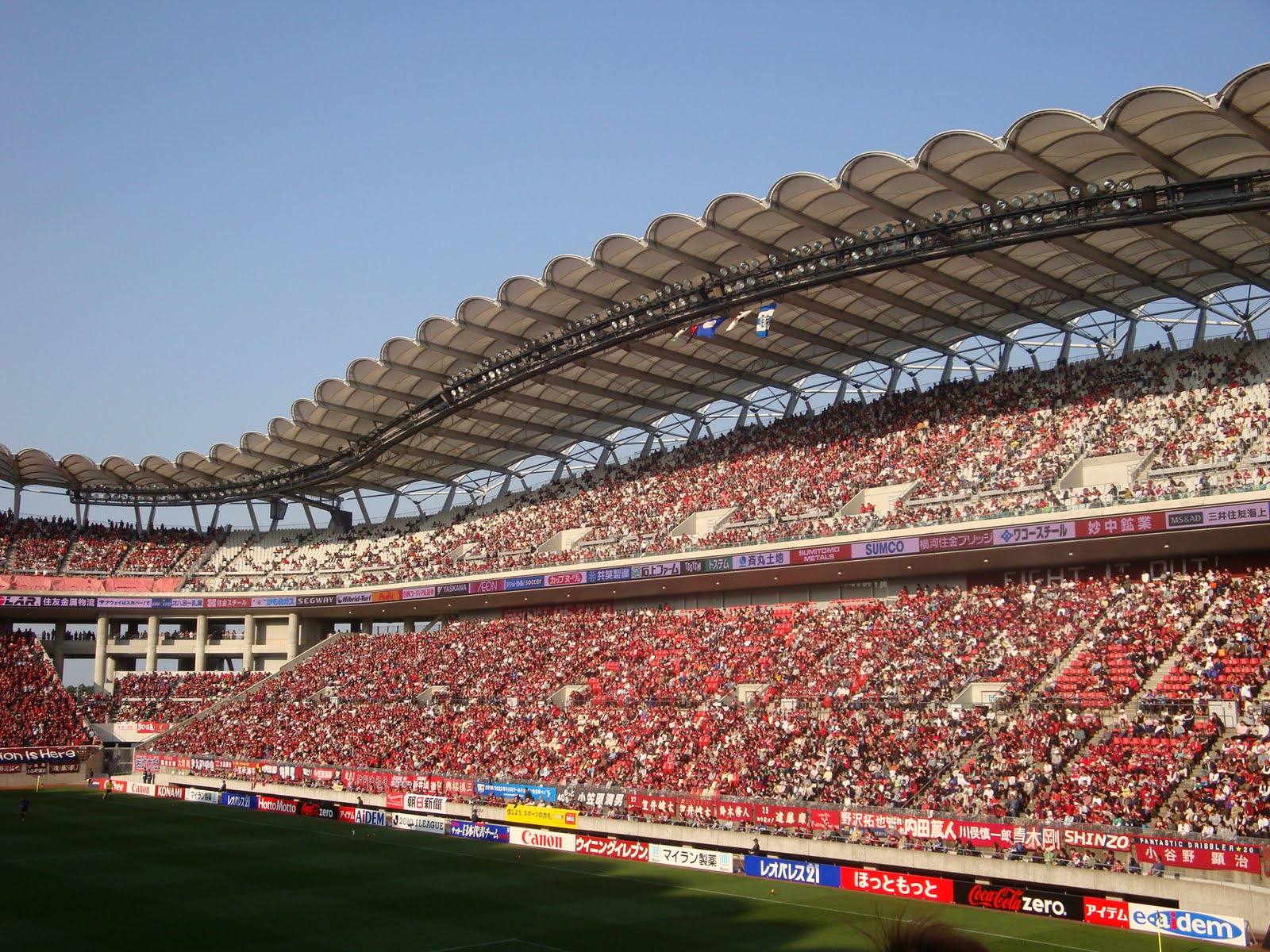
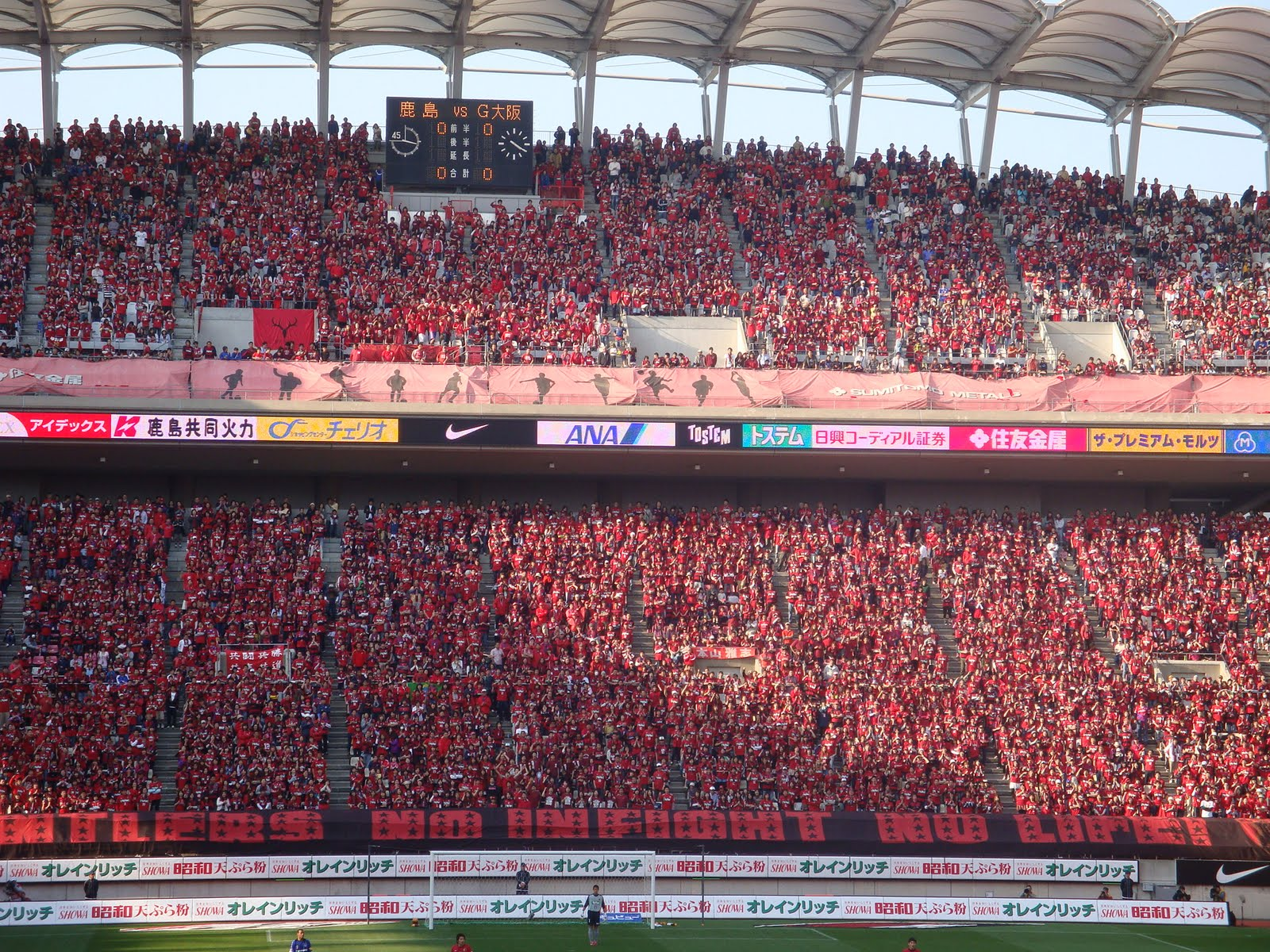
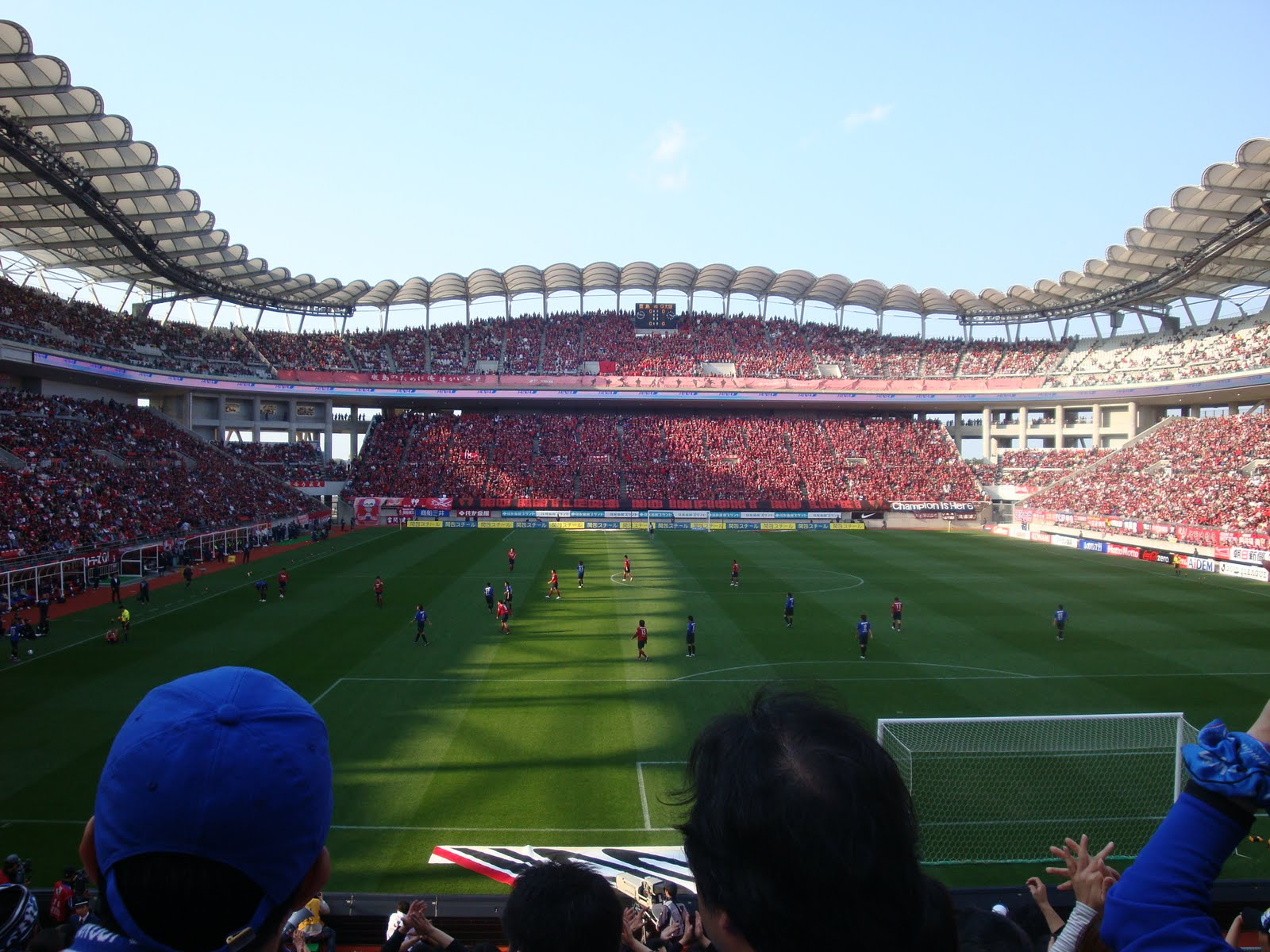

## وصلات خارجية
- الموقع الرسمي
 (باليابانية)